# SG SMC
Pour les articles homonymes, voir SMC.
La Société marseillaise de crédit (SMC) était une des neuf banques du groupe Crédit du Nord. Avec 124 agences, il s'agissait de la principale banque du Sud-Est de la France, son réseau s'étendant de Béziers à Menton. Le siège de la banque était situé au 75 de la rue Paradis à Marseille.
Aujourd'hui la Société marseillaise de crédit sous le nom SG SMC est une des marques régionales de SG, banque issue du rapprochement le 1er janvier 2023 des réseaux Société Générale et Groupe Crédit du Nord. Le siège régional de SG SMC est toujours situé au 75 de la rue Paradis à Marseille.

## Histoire de la banque
Fondée deux ans avant la faillite du Crédit mobilier, la Société marseillaise de crédit a été autorisée par décret impérial du 2 octobre 1865 sous le nom de « Société marseillaise de crédit industriel et commercial et de dépôts », les statuts ayant été reçus par maître Pascal, notaire à Marseille. Figurent au rang des deux fondateurs : Albert Rostand, banquier (fils de Bruno Rostand, frère d'Alexis-Joseph Rostand) et Étienne Émilien Rey de Foresta. Le capital de départ est de 40 000 actions de 500 francs chacune (soit 20 millions de francs-or). Au rang des administrateurs, on trouve : Henry Bergasse, Paul Henri Daru, Joseph Grandval, Jean-Baptiste Pastré (de la Maison Pastré frères), Jules Charles-Roux, etc. 
L'expansion rapide de Marseille fait que la banque est déjà la seizième capitalisation boursière française en 1890.
Elle a été la première en France à installer en 1968 (agence et le siège social de Marseille) une caisse de retrait automatique.
La banque est nationalisée en février 1982.
Entre 1989 et 1992, Denis Bonnasse vend sa société de bourse à la Société marseillaise de crédit qui cède le contrôle de la société de bourse marseillaise Blisson Bonnasse à la Banque Pallas. 
La Société marseillaise de crédit est privatisée en 1998 puis rachetée par le CCF qui devient HSBC France. Les agences de Paris, Lyon et Toulouse rejoignent le réseau HSBC France. À Paris, elle était au no 4 de la rue Auber.  

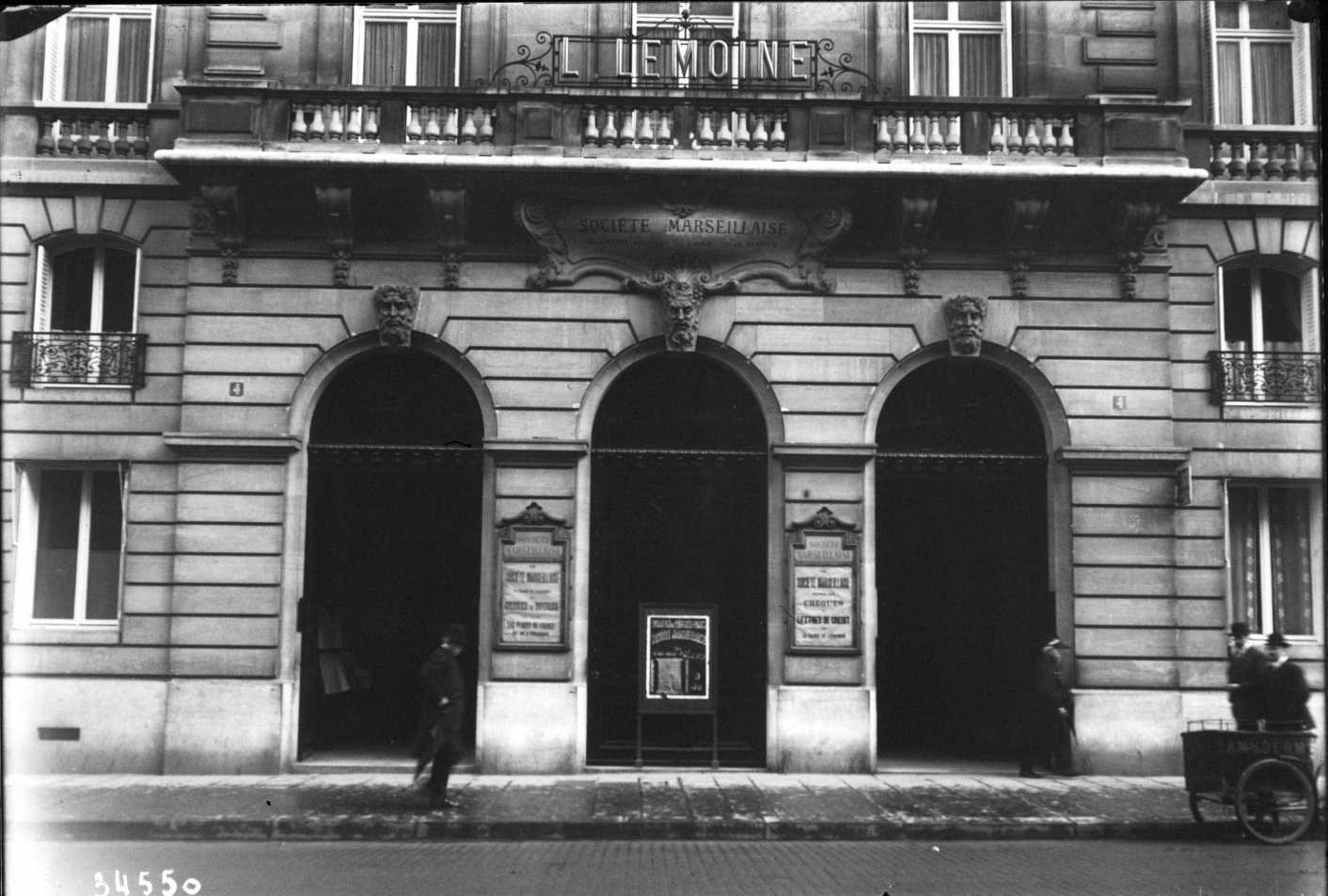
Entrée de la Société marseillaise de crédit à Paris (rue Auber).

Vendue en 2008 au Groupe Banque populaire pour 1 100 M€ (HSBC avait vendu ses 7 banques régionales pour 2100M€ : SMC, Banque de Savoie, Banque Dupuy de Parseval, Banque Marze, Banque Pelletier, Banque Chaix et CCSO) elle est rachetée en 2010 par le Crédit du Nord (groupe Société générale) pour 872M€. 
En avril 2012  la Société marseillaise de crédit cède ses agences du département de la Drôme à la Banque Rhône-Alpes et ses agences des départements de l'Aude, des Pyrénées orientales et de l'Aveyron à la Banque Courtois. Elle intègre au même moment le système informatique du groupe Crédit du Nord. 
En octobre 2012, les 54 agences du Crédit du Nord de la Région PACA et les 10 agences du département de l'Hérault de la Banque Courtois rejoignent la SMC.   
En mai 2020, l’activité des succursales monégasques du Crédit du Nord (présent depuis 1919 à Monaco) et de la Société marseillaise de crédit (implantée depuis 1916 à Monaco) fusionnent en une seule banque, Société de banque Monaco.